# Weissia longidens
Weissia longidens là một loài Rêu trong họ Pottiaceae. Loài này được Cardot miêu tả khoa học đầu tiên năm 1907.